# UP for Humanness
UP for Humanness ou United Persons for Humanness est une association à but non lucratif aconfessionnelle et apolitique créée en 2016 et dédiée à l'insertion professionnelle, à la recherche-action et à la sensibilisation.
Philippe Pozzo di Borgo était le parrain de l'association.

## Histoire
L'association est créée le 12 avril 2016 par Diane d'Audiffret et Antoine Guggenheim. En janvier 2018, UP for Humanness inaugure une chaire expérimentale à l'UCLY. Cette même année, l'association débute un accompagnement des étudiants de la chaire Entrepreneuriat social de l’ESSEC Business School et du campus d’Essec-Afrique.
Le parcours d'insertion sociale et professionnelle UP Emploi est lancé en janvier 2020. Dès 2020, un partenariat avec HEC Paris permet la création d'un séminaire de rentrée Sens et Responsabilité pour les étudiants de la chaire Purposeful Leadership. En mai 2021, le champion paralympique Ryadh Sallem devient le parrain du parcours UP Emploi. Pendant l'élection présidentielle française de 2022, la déléguée générale de l'association Diane d'Audiffret prend la parole publiquement pour défendre l'employabilité des personnes en situation de handicap et de précarité, et pour alerter sur l'état du système de santé.
Entre 2021 et 2022, UP for Humanness dirige un séminaire de recherche sur la crise du système de santé en collaboration avec des associations de patients, des professionnels de santé, Coopération Santé, ResMed, Inspiring Futures, le laboratoire Sanofi et DOMO Health. Ce séminaire donne lieu à la publication d'un livre blanc intitulé : Sauvons le système de santé : revenons au soin !,.

## Domaine d'activités

### Missions
Cette association s'est donné trois missions :
- L'insertion sociale et professionnelle de personnes en situation de handicap, d'anciens détenus, de victimes d'esclavage sexuel ou de personnes ayant vécu à la rue, à l'aide d'un parcours d'accompagnement appelé UP Emploi[4],[10].
- La recherche-action sur des enjeux de société avec la publication trimestrielle de la revue Pour un monde plus humain[11] dont le premier numéro sort le 5 juin 2020. L'association organise également des séminaires de recherche.
- La sensibilisation à travers un événement annuel de remise de trophées intitulé Trophées Artisans d'un monde plus humain[12].

## Publications

### Ouvrages
- Étincelles, Éditions Le Manuscrit, 2020 (ISBN 978-2-304-04871-1).
- La Recherche-action à l'université, Éditions Le Manuscrit, 2021 (ISBN 978-2-304-04972-5).
- Sauvons le système de santé : revenons au soin !, Éditions Le Manuscrit, 2022 (ISBN 978-2-304-05385-2).
- Répondre ensemble aux défis de l'insertion, Éditions Le Manuscrit, 2024 (ISBN 978-2-304-05582-6 (édité erroné)).

### RevuesPour un monde plus humain
- No 1 - Covid 19, ce que la crise a révélé, Éditions Le Manuscrit, 2020  (ISBN 978-2-304-04846-9)
- No 2 - Emploi et vulnérabilités, Éditions Le Manuscrit, 2020  (ISBN 978-2-304-04875-9)
- No 3 - Spiritualité(s) et société, Éditions Le Manuscrit, 2021  (ISBN 978-2-304-04906-0)
- No 4 - Jeunes en 2021, comment croire en l'avenir ?, Éditions Le Manuscrit, 2021  (ISBN 978-2-304-04996-1)
- No 5 - Prison, de la condamnation à la réinsertion, Éditions Le Manuscrit, 2021  (ISBN 978-2-304-05235-0)
- No 6 - Religions, les lieux et les nœuds du dialogue, Éditions Le Manuscrit, 2022  (ISBN 978-2-304-05278-7)
- No 7 - Réanimons le système de santé !, Éditions Le Manuscrit, 2022  (ISBN 978-2-304-05327-2)
- No 8 - Sens au travail, de l'intention à l'action, Éditions Le Manuscrit, 2022  (ISBN 978-2-304-05394-4)
- No 9 - Quelle éthique pour le numérique ?, Éditions Le Manuscrit, 2023  (ISBN 978-2-304-05458-3)
- No 10 - Exclus d'ici ou d'ailleurs, comment n'oublier personne ?, Éditions Le Manuscrit, 2023  (ISBN 978-2-304-05519-1)
- No 11 - L'art et la culture peuvent-ils sauver le monde ?, Éditions Le Manuscrit, 2023 (ISBN 978-2-304-05557-5) édité erroné
- No 12 - Écologie, concilier urgence et désir d'agir, Éditions Le Manuscrit, 2024 (ISBN 978-2-304-05606-7) édité erroné